# Авиокатастрофа край Габаре
Катастрофата на пътническия самолет „Туполев Ту-134“ на авиокомпания „Балкан“ става край с. Габаре, община Бяла Слатина, област Враца на 16 март 1978 година.
Загиват 73 души. Това е най-голямата авиокатастрофа в България и 8-а в историята на „Ту-134“.

## Самолет
„Ту-134“ с бордови номер LZ-TUB (заводски: 8350501, сериен: 05 – 01) е произведен от Харковския авиационен завод през 1968 година и през септември е предаден на българския национален авиопревозвач ТАБСО (преименуван същата година в „Балкан“). Пътническият капацитет на салона е 72 места.

## Полет
Самолетът изпълнява полет по редовната пътническа авиолиния по маршрут София – Варшава, като на борда му се намират 7 членове на екипажа и 66 пътници. Излита от летище София и започва да набира височина. След 10 минути обаче, преминавайки височина 4900 метра, неочаквано обръща на 135° и преминава в остро снижение, след което се врязва в скала край село Габаре, община Бяла Слатина , област Враца , на 130 километра от София, и напълно се разрушава. Всички на борда загиват.
Причината за катастрофата не е установена. Съществува версия, че на авиолайнера по някакъв начин са оказали въздействие самолети на ВВС на България – с попътна струя, сблъсък във въздуха и пр.

## Жертви
Няма оцелели от намиралите се на борда 73 души: 66 пътници (39 поляци, 27 българи) и 7 членове на екипажа. Сред известните пътници са:
- Януш Вилхелми (Janusz Wilhelmi) – полски литературен критик, министър на културата и изкуствата на Полската Народна Република, ръководител на Комитета по кинематография[3]
- делегация от Българската федерация по художествена гимнастика, вкл. националния отбор и придружаващи лица:[4]
  - Жулиета Шишманова – треньорка
  - Севдалина Попова – съдийка
  - Снежана Михайлова – акомпаньорка
  - Румяна Стефанова – спортистка
  - Албена Петрова – спортистка
  - Валентина Кирилова – спортистка.